# Phare de Calf of Man
Le phare de Calf of Man est un ancien phare maritime situé dans l'ouest de l'île de Calf of Man, au sud-ouest de l'île de Man en mer d'Irlande.
À la suite de l'incendie du phare de Chicken Rock en 1960, il est décidé de construire un phare plus puissant et plus facile d'accès. En 1968, le phare de Calf of Man est mis en service à proximité des deux plus anciens phares de l'île : le Calf of Man High Light et le Calf of Man Low Light et le 24 juillet, il est officiellement inauguré par le lieutenant-gouverneur de l'île de Man, Peter Stallard.
Ce phare se compose d'une tour blanche octogonale culminant à 11 mètres de hauteur (93 mètres d'altitude) installée à l'extrémité d'un bâtiment construit en granit. Un escalier de 36 marches permet d'accéder au sommet. Le phare émettait une lueur blanche d'une portée de 28 milles nautiques toutes les quinze secondes et a été automatisé en 1995. Il était également équipé d'une corne de brume.
Toutes ces installations étaient alimentées par un générateur électrique de 18 kilowatts qui produit du courant à 240 volts. Si ce générateur venait à tomber en panne, le phare pouvait néanmoins fonctionner pendant une durée de trente heures et pour une puissance de 176 000 candelas grâce à des batteries.
Après un rapport des General Lighthouse Authorities du Royaume-Uni et d'Irlande datant de 2005, la corne de brume du phare de Calf of Man cesse ses activités en 2005 et le 21 juin 2007, le phare de Calf of Man cesse toute activité au profit du phare de Chicken Rock qui prend le relais des émissions lumineuses.